# Albert Mockel
Pour les articles homonymes, voir Mockel.
Albert Mockel (Ougrée, Belgique, 27 décembre 1866 – Ixelles, 30 janvier 1945), écrivain belge, poète symboliste. Membre de l'Académie royale de langue et de littérature françaises.

## Biographie
Originaire d'Ougrée, dans la banlieue de Liège, Albert Mockel y fait ses débuts littéraires en publiant une revue, La Wallonie (1886), qui s’assure la collaboration d’écrivains aussi bien belges, Émile Verhaeren, Max Elskamp, Charles Van Lerberghe, que français Vielé-Griffin et André Gide.
En 1887, il publie Les Fumistes wallons où il affirme son attachement au symbolisme. Il vient à Paris en 1889 et fréquente les mardis de Mallarmé. Son premier recueil poétique, Chantefable un peu naïve (1891) paraît à Paris sans nom d'auteur. Dans Propos de littérature (1894), Mockel synthétise un certain nombre de conceptions qui étaient dans l'air : il expose une esthétique poétique soumise aux références musicales et construit une théorie du symbole.
Il collabore à de nombreuses revues et journaux : le Mercure de France, Durendal, La Plume, L'Express (Liège).
La mort de Mallarmé en 1898 lui fournit l'occasion d'une exégèse et d'un hommage dans Stéphane Mallarmé, un héros où il déploie des qualités de critique qui ne se démentiront pas par la suite, que ce soit dans ses essais sur Charles Van Lerberghe (1904), sur Émile Verhaeren ou sur Max Elskamp. Albert Mockel a joué dans l'histoire des lettres belges un rôle important,  représentant l'esprit d'un symbolisme exigeant.
Il fut un des premiers militants wallons autonomiste et c'est lui qui donna au mot Wallonie sa forme actuelle, à travers la revue symboliste qu'il fonda et qui fut parmi les phénomènes qui imposèrent le terme. Il rédigea d'ailleurs en 1919 une proposition de réforme de l'État qui tient compte de celle de Léon Troclet émise peu de temps avant la même année.
En 1934, il reçoit le prix quinquennal de littérature pour l'ensemble de son œuvre.
Une rue porte son nom à Liège et à Louvain-la-Neuve.

## Œuvres
- Les Fumistes Wallons (1887)
- Chantefable un peu naïve, 1891
- Stéphane Mallarmé, un héros, 1898
- Propos de littérature, 1894
- Clartés, 1901
- Charles Van Lerberghe (1904)
- Contes pour les enfants d'hier, 1908
- Émile Verhaeren, poète de l'énergie (1917)
- La Flamme stérile, 1923
- La Flamme immortelle, 1924
- Correspondance avec André Gide (posthume, 1975)